# Колокольня Софийского собора (Киев)
 Памятник культуры
Колоко́льня Софи́йского собо́ра (укр. Дзвіни́ця Софі́йського собо́ру) — колокольня собора Святой Софии в Киеве, памятник архитектуры в стиле украинского (казацкого) барокко. Является одним из украинских национальных символов и символов города Киева.
Построена в 1699—1706 годах на средства гетмана Ивана Мазепы. Существенно перестраивалась в 1744—1748 годах по проекту Иоганна Шеделя, в 1851—1852 годах по проекту епархиального архитектора Павла Спарро надстроен четвёртый ярус. Вертикальная доминанта Верхнего города. Составляющая часть Национального заповедника «София Киевская».
Занесена в перечень Всемирного наследия ЮНЕСКО под № 527 (в комплексе монастырских сооружений собора Святой Софии). Является памятником культурного наследия национального значения, охранный номер № 1/2.
Высота колокольни — 76 метров.

## История

### Первая известная колокольня

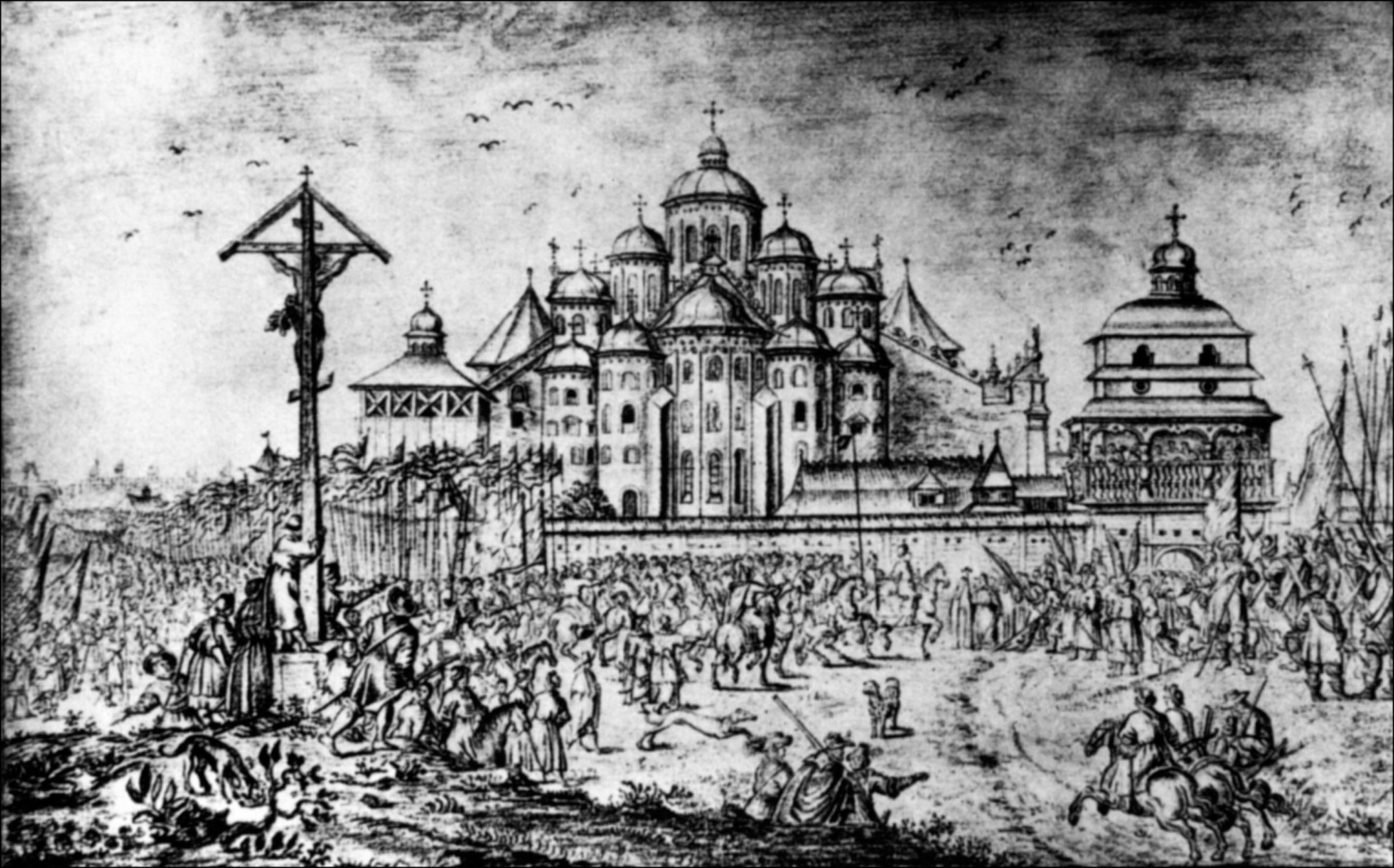
Первая колокольня (справа) на рисунке А. ван Вестерфельда (1651)

Первая известная колокольня была деревянной и стояла с северо-восточной стороны собора, в отличие от современной, которая была возведена на юго-восток от него. Деревянная колокольня изображена как на рисунке голландского художника Абрахама ван Вестерфельда (1651), так и на плане города Киева полковника Ушакова. Вероятно, её построил Петр Могила во время реконструкции Софийского собора, проведённой в 1633—1647 годах — в это самое время здесь при его содействии создан мужской монастырь, а его территория обнесена высоким деревянным забором.
Эта колокольня была четырёхъярусной, с въездной аркой в виде полукруга на первом ярусе, на которой в срубе сделаны бойницы. На втором была открытая, ограждённая парапетом из резных балясин галерея на резных столпах. Третий ярус имел круглые окна, а на четвёртом находились отверстия для колоколов и собственно колокола. Заканчивалась она фигурной главой с полуглавой.
Путешественник из Сирии Павел Алеппский, который побывал в Киеве в 1654 и 1656 годах, во время описания Софийского собора вспомнил очень высокую деревянную колокольню — самую высокую среди всех, которые он когда-либо видел. Также он видел колокол на ней.
Старая колокольня сгорела во время великого пожара 1697 года, во время которого были уничтожены также почти все деревянные монастырские сооружения.
Существует предположение, что высокое деревянное сооружение с четырёхскатным верхом, показанное на рисунке 1651 года слева от собора, является ещё одной колокольней.

### Период до перестройки
Новая каменная колокольня в стиле барокко заложена в 1699 году, а завершена в 1706 году. Таким образом, она была первым каменным сооружением в монастыре, кроме собора. Строительство происходило на средства гетмана Ивана Мазепы и при содействии киевского митрополита Варлаама Ясинского. Имя её архитектора неизвестно, в документах сохранилось лишь упоминание об одном из зодчих — «каменных дел подмастерье» Савве Яковлеве, жителе Киево-Печерского городка. Колокольня была сначала построена трёхъярусной с небольшим куполом, который увенчивался высоким шпилем с крестом.
Размещение колокольни восточнее собора является нетрадиционным, хотя и не запрещается канонами. Колокольня построена именно в этом месте с целью создать чёткий градостроительный ансамбль: таким образом достигалась зрительная связь с похожей колокольней Михайловского монастыря, а также замыкалась перспектива всех четырёх ворот Верхнего Города: Софийских, Печерских, Золотых и Львовских.
В 1709 году близ её стен состоялась торжественная встреча Петра I и его полководцев после победы в Полтавской битве, за что колокольню называли «Триумфальной».

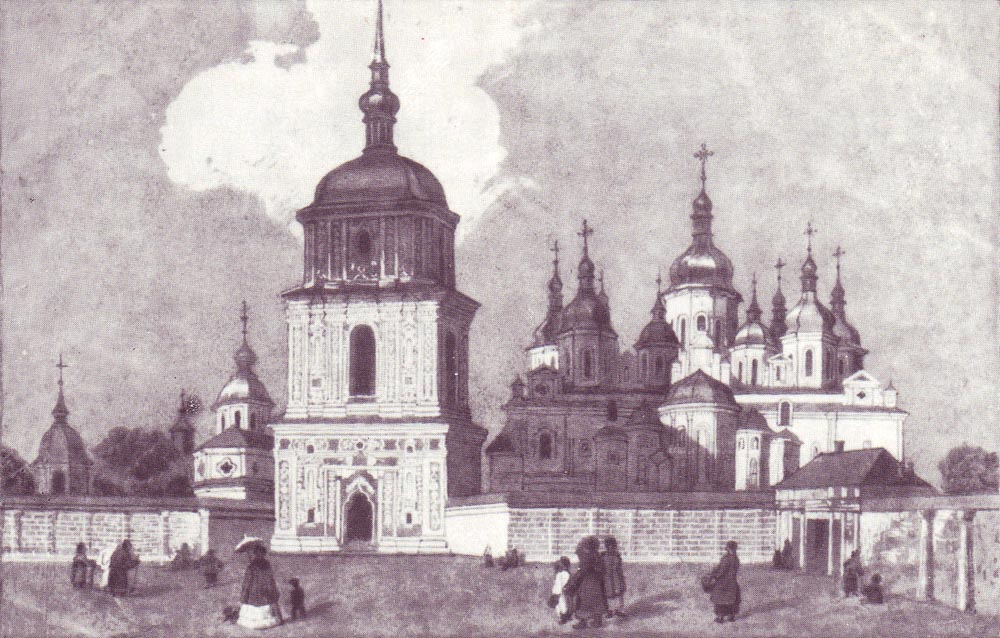
Софийская колокольня после перестройки 1812 года. Акварель М. Сажина, 1840-года

Поскольку колокольня была возведена на месте древнего оврага, её верхние ярусы начали разрушаться уже вскоре после окончания строительства. Сооружение дало трещины, которые после землетрясения 1742 года усилились и стали угрожать обвалом всего здания. Поэтому в 1744 году под руководством зодчего Иоганна Шеделя была начата реконструкция колокольни. Разобран третий и частично второй ярус «мало не до звонов». Зато построены новые верхний и средний ярусы, также в стиле украинского барокко. Венчала её барочная глава с позолоченным шпилем, окрашенная звездочками на голубом фоне. Работы выполнялись на заказ на средства митрополита Рафаила (Заборовского). Реконструкция была закончена в 1748 году.
После закрытия монастыря в 1786 году и секуляризации земель монастырских имений много церковных зданий начали приходить в упадок из-за нехватки средств у Софийского собора. К концу XVIII века пришла в упадок и колокольня. Его завершил удар молнии, поразивший верх колокольни в 1807 году, спалив главу, которая была восстановлена только в 1812 году «по новому профилю» в стиле классицизма. Новая глава также имела шпиль и, как свидетельствуют мерительные чертежи, в целом формой повторяла старую, однако из-за её не очень удачных пропорций колокольня казалась несколько приземистой. Усиливалось это тем, что к середине XIX века окружающая территория уже была застроенная многоэтажными домами, и колокольня стала терять господствующее положение в застройке как площади, так и Верхнего города.

### Четырёхъярусная колокольня: период до 1930-х годов

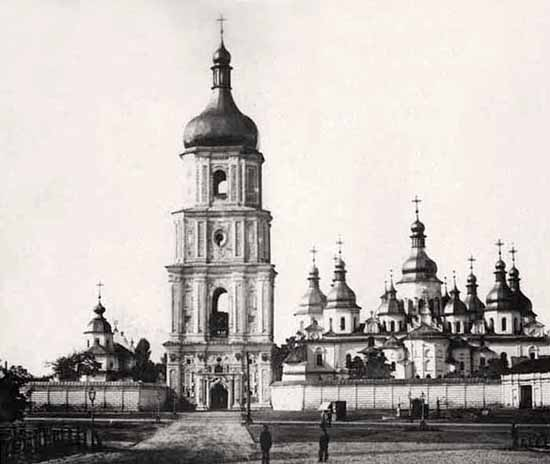
Колокольня уже четырёхъярусная, фото конца XIX века

Во время проведения ремонтно-реставрационных работ 1851—1852 годов в комплексе сооружений бывшего Софийского монастыря было решено, что высота и внешний вид колокольни не соответствует её значению. Поэтому по личному распоряжению императора Николая I, который побывал в Киеве в 1850 году, было решено надстроить четвёртый ярус. По проекту епархиального архитектора Павла Спарро (в проектировании также участвовал академик Фёдор Солнцев) он был реализован в стиле украинского барокко, с высокой главой грушевидной формы, покрытой золотыми листами из меди.
Новый ярус в целом повторял лепную декорацию нижних ярусов, однако несколько нарушил пропорцию частей колокольни, правда, добавив им стройности. Высота колокольни достигла 76 метров. Это позволило ей снова доминировать в застройке Старого города. После реконструкции здание было окрашено в два цвета, что придало ему вид, близкий к современному.
Во время церемонии подписания Акта объединения между УНР и ЗУНР 22 января 1919 года на колокольне били в колокола.

### Советский период
В 1930 году колокольня вместе с Софийским собором были закрыты для богослужений и присоединены к Всеукраинскому музейному городку, который был создан в 1926 году на территории Киево-Печерской лавры. Вероятно, именно тогда с колокольни были сброшены все колокола, кроме «Мазепы». Существует версия, что только этот колокол был оставлен потому, что он имеет чрезвычайно оригинальный орнамент и большую художественную ценность, поэтому его решено было оставить как музейный экспонат. В 1934 году территория бывшего Софийского монастыря объявлена Государственным историко-архитектурным заповедником.
Существует также несколько легенд о том, почему комплекс Софийского собора не был уничтожен в 1930-е годы, как соседний Михайловский Златоверхий собор и другие храмы. В первой говорится, что французский писатель Ромен Роллан специально прибыл в Москву, где встретился со Сталиным и убедил его оставить храм хотя бы по той причине, что он построен отцом королевы Франции Ярославом Мудрым. Согласно второй, французский посол угрожал разорвать дипломатические отношения в случае, если монастырь будет разрушен.

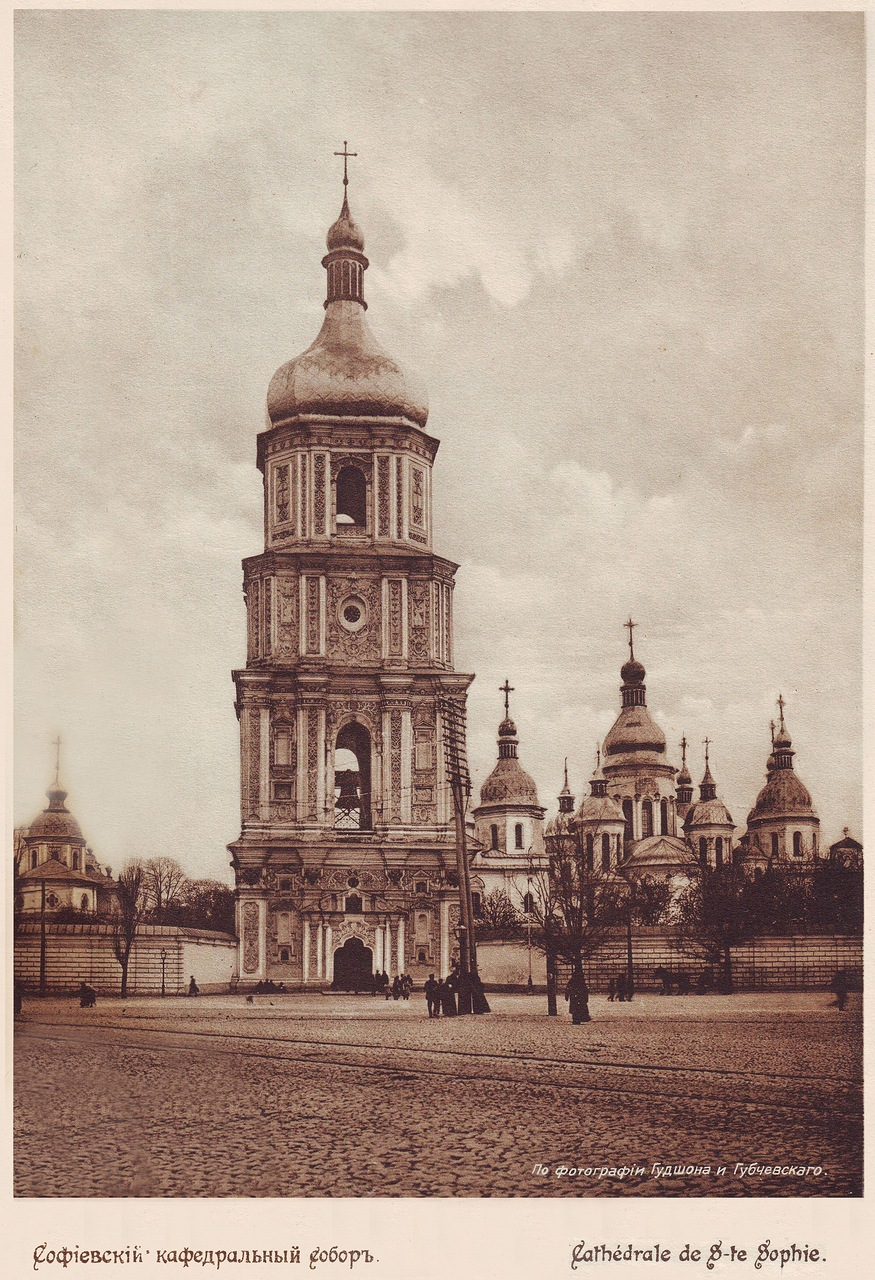
Открытка 1911 года

В начале Второй мировой войны все главы киевских храмов, которые были покрыты позолотой, закрасили суриком — то есть рыжей краской. Сделали это потому, что они отражали свет даже в безлунную ночь, что могло служить хорошим ориентиром для немецких лётчиков. Однако после окончания войны перекрашивать главы назад не стали. Поэтому вопрос об обновлении внешнего вида колокольни и реставрации встал только при подготовке к празднованию трёхсотлетия Переяславской рады — в 1950 году.
Рабочие под наблюдением надзирателей сдирали сурик вместе с позолотой с колокольни, складывали в контейнеры и отправляли в Ленинград на монетный двор. Оттуда присылали уже готовые листы золота микронной толщины, которыми и покрывались главы. Реставрация собственно колокольни состоялась в 1953 году. Были проведены работы по восстановлению и реставрации лепных орнаментов и архитектурных деталей. При этом колокольню, которая на время реставрации была полностью белого цвета, окрасили голубой и белой краской.
Когда во время реконструкции в начале 1950-х годов было принято решение перекрасить колокольню, научный сотрудник Академии Архитектуры Григорий Логвин с учётом исторических вариантов перекраски разработал три варианта проектов росписи колокольни. Первый вариант предусматривал покраску колокольни в кобальтовый голубой цвет с белой лепниной; второй имел сине-зеленоватые стены с разноцветной лепкой, в котором доминировала жёлто-золотистая охра; третий был с ультрамариновым фоном и белой лепниной с золотистыми вкраплениями. На художественном совете второй вариант вызвал всеобщее одобрение, но не был утверждён потому, что одному из его участников показалось, что на нём изображены «петлюровские цвета».
Ещё одна реставрация была проведена в 1972 году.

### Новейший период

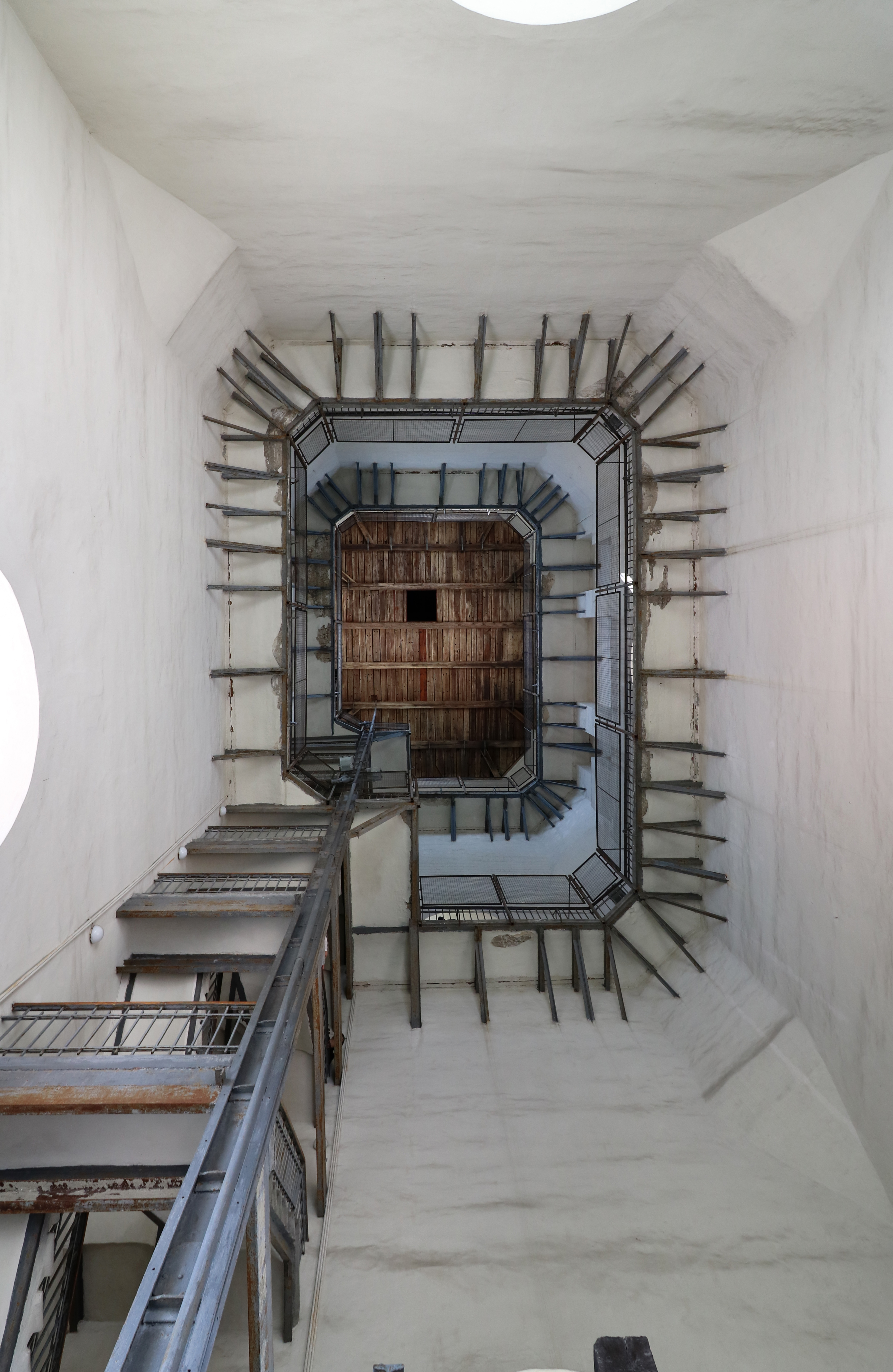
Интерьер колокольни, вид на третий и четвёртый ярусы со второго яруса

В 1990 году на 14-й сессии Комитета всемирного наследия ЮНЕСКО, которая проходила в канадском городе Банф, колокольня была включена в список Всемирного наследия в составе комплекса монастырских сооружений Софийского собора под № 527.
18 июля 1995 года под стенами колокольни, справа от её ворот у Софийской площади, был похоронен Патриарх Киевский и всей Руси-Украины (УПЦ КП) Владимир (Романюк). Похороны сопровождались избиением участников похоронной процессии, которые сначала хотели похоронить Патриарха на территории Софийского собора, сотрудниками органов МВД.
Последняя реставрация колокольни состоялась в 1997—2003 годах и стоила около 6 млн гривен. Во время реставрации стены первого яруса укреплялись впрыском цементно-песчаного раствора, который нагнетался под высоким давлением через отверстия в фасадных стенах. Так как раствор начал выливаться прямо со сводов внутренних помещений, работы не были полностью завершены. Кроме этого, были обновлены крест и позолота купола, отреставрированы внешние стены и декор. Во время последней реставрации рассматривался вариант установки в колокольне лифта.
После завершения реставрации, 27 июня 2003 года, впервые за несколько десятилетий, колокольня была открыта для посетителей.
4 апреля 2015 года в рамках открытия фестиваля «Французская весна в Украине» на стенах колокольни и Софийского собора состоялся 3D-световой спектакль «Я — мечта», посвящённый борьбе Украины за независимость. Во время 20-минутного перфоманса в мозаичных световых изображениях были показаны важные общественные события на Украине и символы Евромайдана.

## Современное состояние
На территории Софийского собора Институт геологических наук НАН Украины проводит гидрогеологический мониторинг. С 2001 года создана наблюдательная система, которая состоит из 12 гидрогеологических скважин и 4 гидрофизических кустов, некоторые из которых находятся у колокольни. После исследований вокруг неё был обнаружен похороненный строительный котлован, а под колокольней на глубине 4 м — сплошной фундамент из бутовой плиты на известковом растворе. Исследования указали также на то, что подземные воды на отдельных участках геологической основы поднимаются, что свидетельствует об антропогенном воздействии.
С 1995 года на колокольне проводятся геодезические наблюдения. Они показали, что за 17 лет наблюдений (до 2013 года) западный фасад осел на 16,1 мм, восточный — на 4,9 мм; разница — 11,2 мм. Рост неравномерности осадок фасадов началось после 2002 года. В результате по состоянию на 2013 год смещение верха здания в западном направлении на уровне креста составляло 186 мм.
В 2011 году было проведено обследование технического состояния конструкций колокольни, и выявились следующие повреждения: отдельные трещины на наружных стенах шириной раскрытия до 3 мм, отдельные трещины на сводах и перемычках до 3 мм, зоны намокания стен, повреждения стен грибком, выветривание кирпичной кладки, сколы, отслоения и выпадение штукатурки на карнизах ярусов.
Вероятными причинами возникновения повреждений колокольни является физический износ конструкций в течение длительного использования, неравномерные деформации основания фундаментов, неудовлетворительное водоотведения осадков, неэффективность гидроизоляции отмостки вокруг здания.

## Архитектура

### Архитектурная композиция

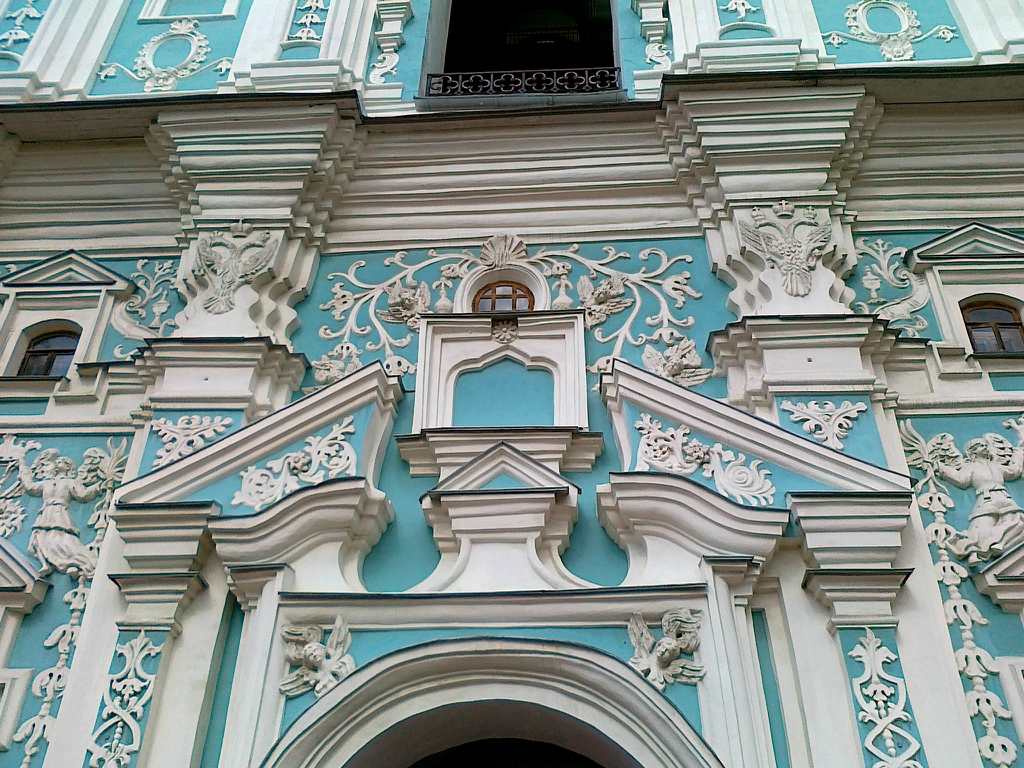
Декор внешней стены западного фасада над проездом

Колокольня Софийского собора принадлежит к башенному типу сооружений, четырёхъярусная. Основа в плане 20 на 14 метров. Высота составляет 76 м. В направлении с запада на восток через колокольню проходит проезд. Первый ярус состоит из перекрёстных стен толщиной 1,5—2 м, которые сходятся под прямыми углами. Он служит опорой для высших ярусов, толщина стен которых меньше — вероятно, для уменьшения нагрузки на первый. У первого яруса перекрытием служат цилиндрические своды, три верхних яруса не имеют междуэтажных перекрытий. Они представляют собой башню, состоящую из четырёх угловых пилонов, соединенных по периметру в зоне стыковки ярусов.
От первоначальной постройки, возведённой в 1699—1706 годах, до нашего времени сохранились лишь первый и часть второго яруса. Несмотря на это, архитектура и декор колокольни выдержаны в одном стиле, поэтому воспринимаются как единое целое. Два нижних яруса в плане четырёхугольные, два верхних — восьмиугольные. Над ними возвышается грушевидная глава, покрытая позолотой и увенчанная куполом с крестом.
Четыре архитектурных объёма ярусов постепенно сужаются кверху и увенчиваются главой, что придаёт зданию вид пирамидальной композиции и подчеркивает его парадность. Ярусность композиции обозначена карнизами сложного профиля, по вертикали поверхности всех стен расчленены плоскими пилястрами, между которыми расположены декорированные ниши. Три верхних яруса открыты наружу арками. Над проездом на первом этаже устроено закрытое помещение-хранилище, куда ведут винтовые лестницы в толще стены с северной стороны проезда.

### Внешнее оформление

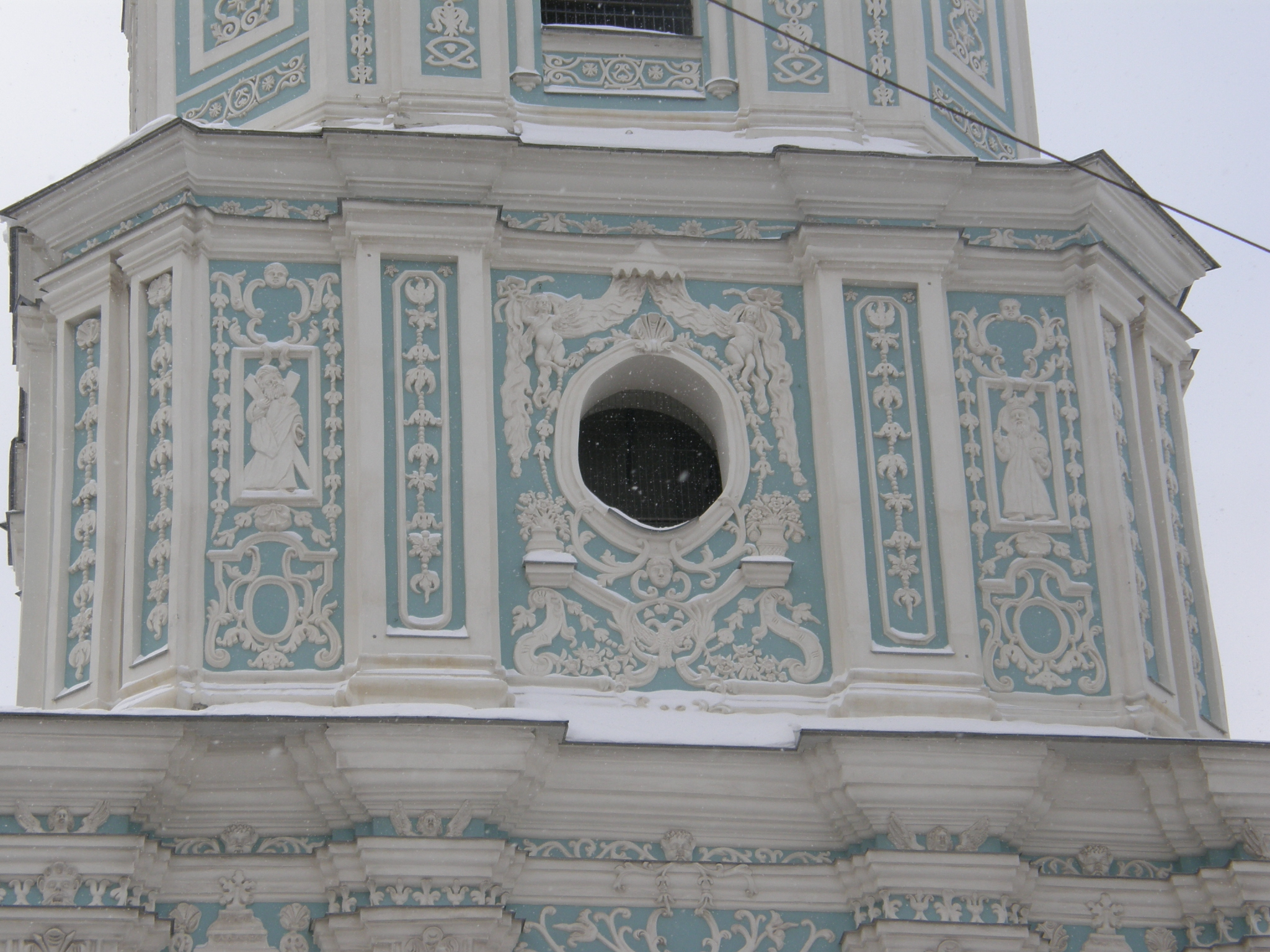
Третий ярус колокольни (восточный фасад); можно заметить фигуры апостола Андрея и Святого Владимира

Колокольня украшена разнообразным лепным орнаментом, в который вплетены сюжетные барельефы — динамические фигуры ангелов в виде украинских парней в подпоясанных кафтанах, изображения купидонов, цветов в корзинах, масок, букетов, гирлянд, балдахинов над нишами, геральдических двуглавых орлов и тому подобное.
Восточный фасад, обращённый к Софийской площади, декорирован на третьем ярусе фигурами апостола Андрея и князя Владимира — основоположников христианства на Руси. Западный фасад, обращённый к монастырскому двору, украшен фигурами архангела Рафаила и апостола Тимофея — небесных патронов митрополитов Рафаила (Заборовского) (1731—1747) и Тимофея (Щербацкого) (1748—1757), при которых колокольня перестраивалась.
Лепной декор фасадов выполнялся мастерами из Жолквы Иваном и Степаном Стобенскими. Почти вся лепнина сохранилась, за исключением той, что была повреждена вследствие попадания в здание снарядов во время войн.
Покраска стен колокольни до её перестройки в 1851—1852 годах была полихромной. Так, после реконструкции 1744—1748 годов стены были окрашены в синий цвет, лепной орнамент имел цвет слоновой кости, а фигуры святых, ангелов и маски были окрашены по следующей схеме: лица — жёлтым цветом, волосы — чёрной краской, наряды — разноцветно.
После реставрации и надстройки четвёртого яруса колокольню перекрасили в два цвета. Такая схема окраски сохранилась и по сей день. Во всех вариантах цвет лепки и украшений оставался белым или слоновой кости, а поле стен окрашивалось в зеленоватые или бирюзовые тона разной интенсивности. В наши дни орнаменты окрашиваются в ярко-белый цвет, стены — в бирюзовый, что в сочетании с сиянием золотой главы придаёт колокольне оттенок торжественной праздничности.

## Колокола
До 1930-х годов на колокольне было 20 колоколов. Среди них было пять «великих» колоколов: кроме «Рафаила» и «Мазепы», в порядке уменьшения размеров это были «полуелейный» (третий по величине), «повседневный» (четвёртый) и «постовой» (пятый). Кроме того, было девять «средних» и шесть «малых» — все безымянные. Все софиевские колокола были изготовлены в разное время исключительно киевскими мастерами.
Все старые колокола были сброшены с колокольни в 1930-е годы и отправлены на переплавку. Поэтому во дворе собора во время работ довольно часто находят бронзовые обломки, которые откалывались от падающих колоколов.
Старые софийские колокола возобновлены не были, потому что, хотя и сохранились некоторые данные о них и даже фотографии, однако ни чётких размеров, ни характера их украшения так установить и не удалось. Кроме того, тяжёлые колокола негативно влияли бы как на саму колокольню, так и на отделку Софийского собора. Поэтому было принято решение об изготовлении новых, более лёгких колоколов.

### Колокол «Мазепа»
На втором ярусе колокольни сохранился колокол «Мазепа», отлитый в 1705 году известным в то время киевским мастером Афанасием Петровичем. Название колокола происходит от имени мецената, давшего средства на его отливку, как и на строительство всей колокольни — гетмана Ивана Мазепы. На колоколе отлита следующуя надпись:

Этот колокол установлен Года 1705 от Рождества Христова во времена гетманства Ивана Мазепы за митрополита Варлаама Ясинского для митрополичьего храма Святой Софии премудрости Божьей.
Оригинальный текст (укр.)Цей дзвін встановлено Року 1705 від Різдва Христового в часи гетьманування Івана Мазепи за митрополита Варлаама Ясинського для митрополичого храму Святої Софії премудрості Божої.

«Мазепа» — самый большой среди всех бронзовых колоколов, сохранившихся на Украине; является одним из самых богатых по орнаментальным украшениям. Диаметр колокола составляет 1,55 м, высота — 1,25 м. Весит он около 2 тонн, однако измерить вес точно невозможно, поскольку колокол прочно подвешен. «Мазепа» украшен богатым растительным орнаментом, который широким фризом охватывает шейку колокола и тонкой нитью проходит по его нижнему краю. Он единственный из всех колоколов, который уцелел в 1930-е годы и не был переплавлен. Имеет ноту ре.

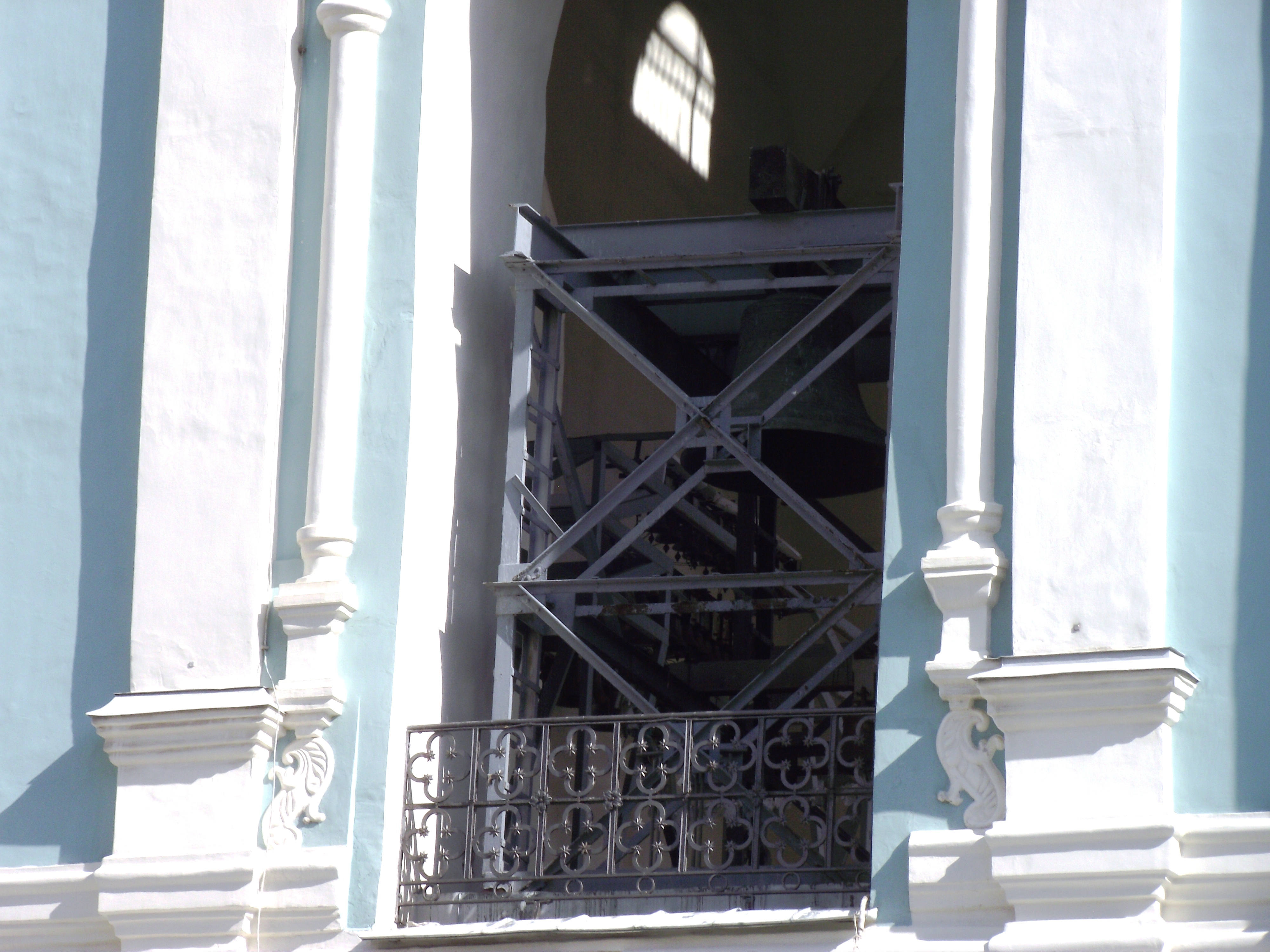
«Мазепа» расположен с западной стороны второго яруса, его хорошо видно с территории музея
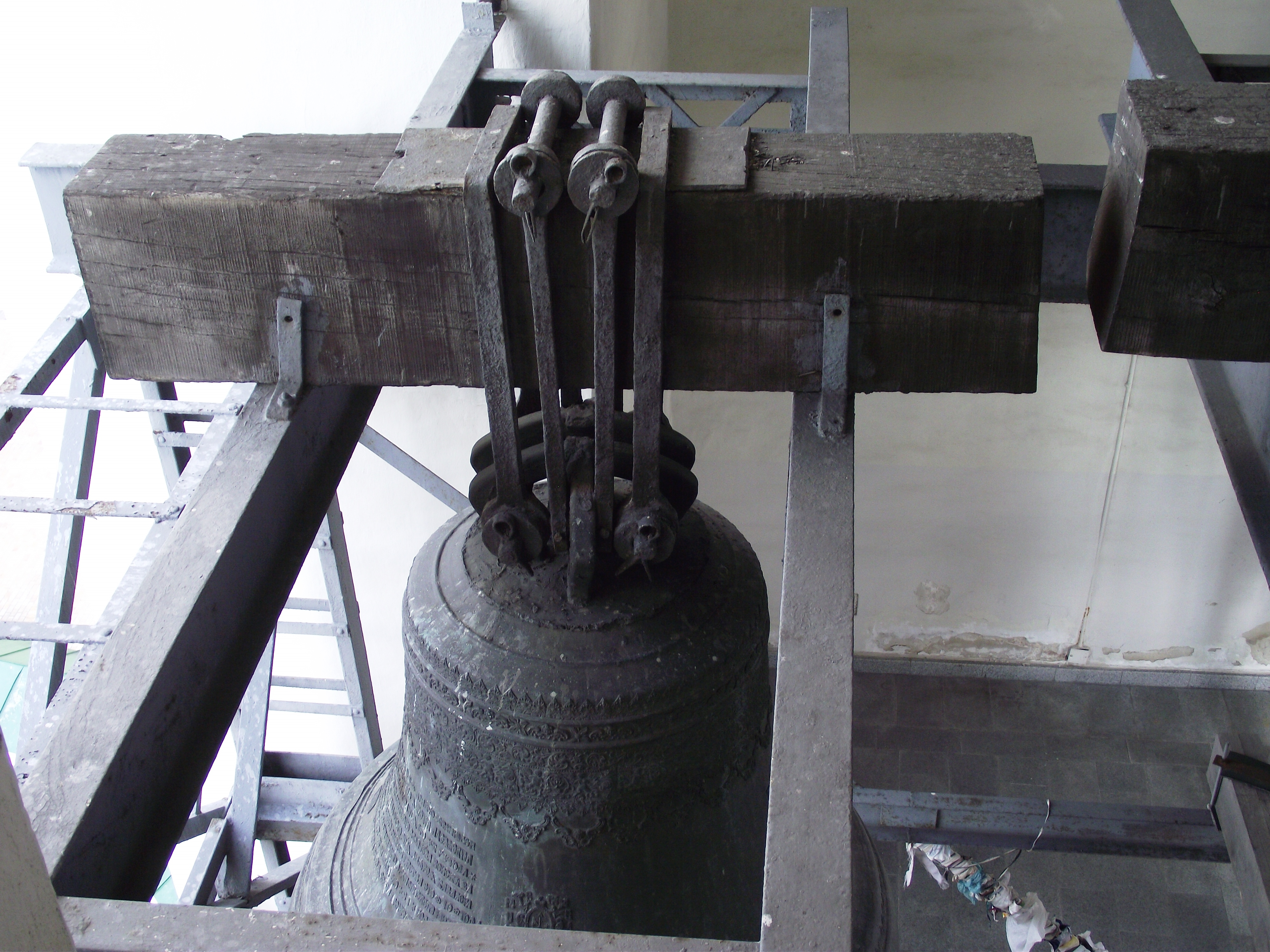
«Мазепа» густо украшен орнаментом и надписями

### Колокол «Рафаил»
Колокол «Рафаил» получил своё название в честь митрополита Рафаила (Заборовского), по заказу которого его отлил в 1733 году автор Царь-колокола, московский мастер Иван Моторин. Он был самым большим среди всех старых софийских колоколов — весил 13 тонн, и, по свидетельствам очевидцев, давал очень плавный и гармоничный звук.
В 1930-е годы колокола на церквях массово отправляли «на нужды индустриализации». «Рафаил» сбросили с колокольни, и он некоторое время лежал под ней в пробитой своим весом яме. Сохранились даже снимки людей, которые фотографируются возле него. В 1988 году во время перекладывания дорожного покрытия у колокольни был найден 16-килограммовый кусок «Рафаила», отколовшийся при падении. Сейчас этот кусок хранится в музейных фондах Софии Киевской.
Когда в 2008 году проводились ремонтно-реставрационные работы по восстановлению софийских колоколов, «Рафаил» решили не воспроизводить, поскольку он был бы очень тяжёлый и создавал слишком большие акустические нагрузки, что негативно влияло бы на фрески и мозаики собора.

### Новые колокола
В 2008 году, к 1020-й годовщине Крещения Руси, на колокольне были установлены 20 новых бронзовых колоколов — согласно проведённым расчетам, именно такое количество различных колоколов в сочетании с «Мазепой» должно давать полноценное звучание. Самый большой из них весит 300 кг, наименьший — 4 кг; общий вес всех колоколов — 835 кг, что намного меньше веса большинства старых колоколов.

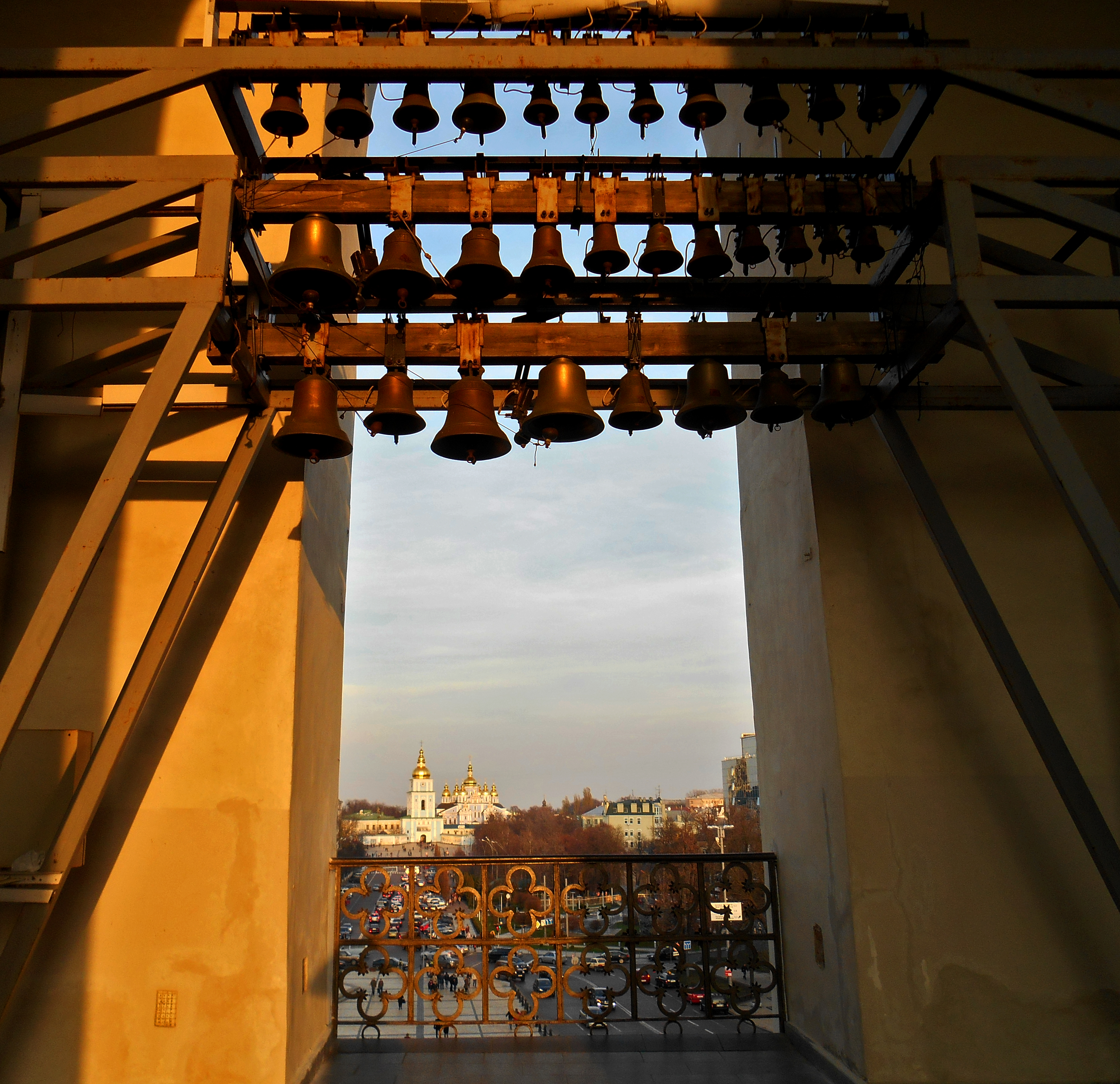
Новые колокола в арке второго яруса, их можно заметить со стороны Софийской площади
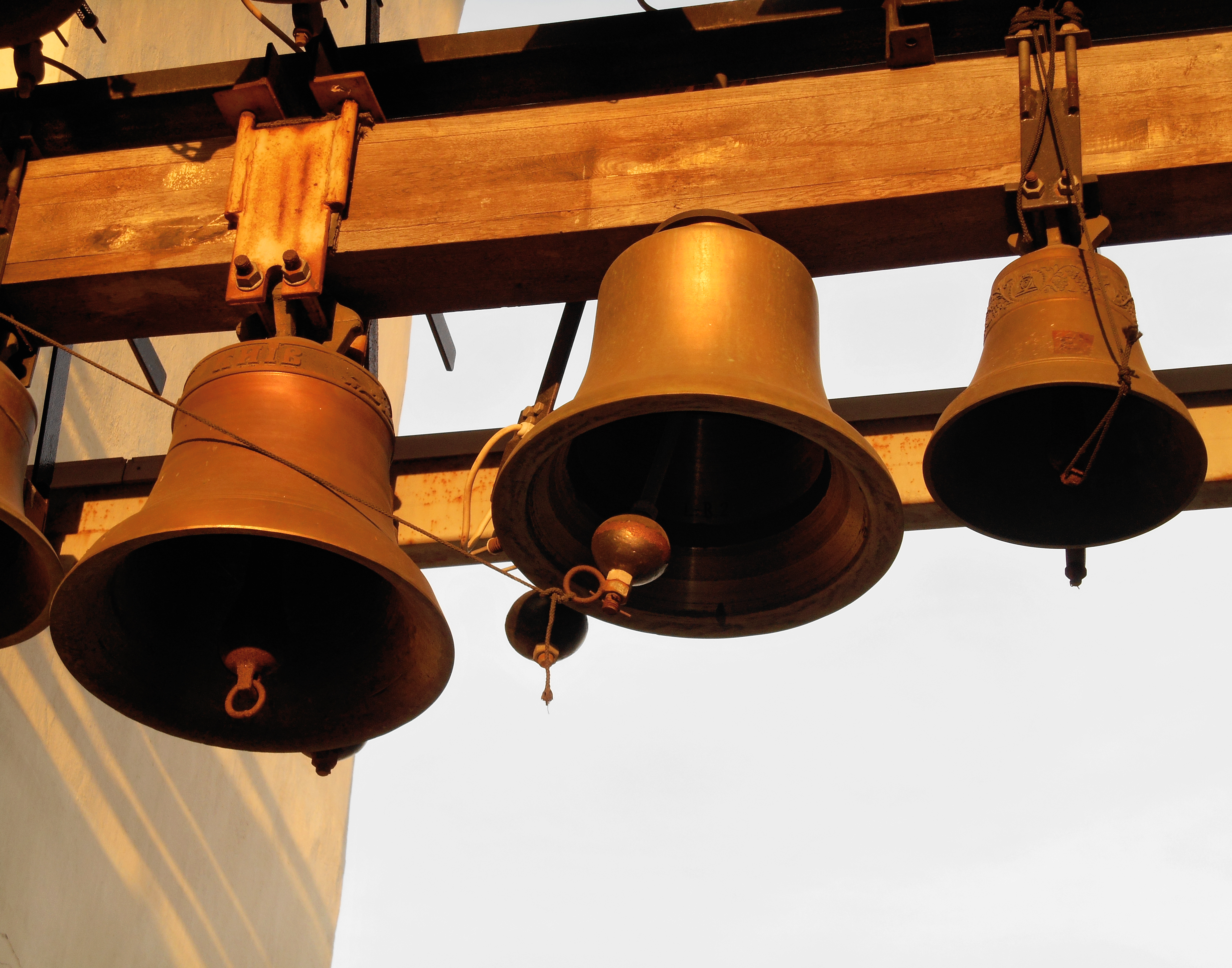
Колокола украшены скромными орнаментами и надписями

Украшены новые колокола незначительным орнаментом, так как при их изготовлении упор делался на наилучшую акустику. Изготавливались они мастером-звонарём, профессором консерватории Григорием Черненко в сотрудничестве с НИИ «Укрпроектреставрация». На каждый колокол нанесены надписи «Благовест» (укр. «Благовість») и «Киев» (укр. «Київ»).
Колокола были подняты на колокольню 22 июля 2008 года, а освящены 26 июля митрополитом Владимиром (Сабоданом) и Патриархом Варфоломеем.

## Комментарии
1. ↑  Отстройка в 1744—1748 годах.
2. ↑  Строительство четвёртого яруса в 1851—1852 годах.
3. ↑  На плане Киева Ушакова (подписана «Колокольня»)[13].
4. ↑  В некоторых источниках указывается, что трёхъярусная[16].
5. ↑  Согласно другой версии — 13 тонн[1][11].

### На украинском языке
- Жарких М. І. Софійський монастир у Києві // Енциклопедія історії України. — Киев: Наукова думка, 2012. — Т. 9. — ISBN 978-966-00-1290-5.
- Шокарев В. С. Научно-техническое сопровождение колокольни Софийского собора : [арх. 2 апреля 2015] = Науково-технічний супровід дзвіниці Софійського собору. — Збірник наукових праць [Полтавського національного технічного університету ім. Ю. Кондратюка]. — 2013. — Т. 3 (2). — (Галузеве машинобудування, будівництво).